# Степанова, Мария Матвеевна
Мари́я Матве́евна Степа́нова (27 марта [8 апреля] 1815, Санкт-Петербург — 21 октября [3 ноября] 1903, Санкт-Петербург) — русская оперная певица (сопрано), первая исполнительница партии Антониды («Иван Сусанин») и Людмилы («Руслан и Людмила»).
Старшая сестра российской актрисы и певицы (контральто) Анны Степановой.

## Биография
По сообщению «Музыкального словаря Римана» родилась 27 марта (8 апреля) 1815 года (Согласно Петербургскому некрополю она скончалась в 1903 году на 91 году жизни, что указывает на более ранний год рождения). Родившись в актёрской семье, сначала училась в Петербургском театральном училище на балетном отделении, но затем, проявив способности по вокалу, стала брать уроки у Антонио Сапиенцы и, позднее, у Кавоса; также занималась у Рупини. Ещё ученицей выступала в Императорских театрах. В 1831 году впервые выступила в операх «Деревенские певицы» и «Вольный стрелок».
Выдвинуться в солистки помог, как часто бывает в актёрской биографии, случай: в 1834 году, через год после окончания музыкального училища, нужно было срочно заменить внезапно заболевшую певицу Каратыгину в партии Алисы в спектакле «Роберт-Дьявол»; её «высокое, сильное сопрано, симпатичное в верхнем регистре и уменье петь, особенно в mezzo-voce, были оценены по достоинству».
До 1846 года она выступала в Петербургском оперном театре; пела в операх «Норма» (1836), «Семирамида» (1837), «Монтекки и Капулетти» и др. Исполняла партии Ольги («Ольга, дочь изгнанника»), Ундины («Ундина»), Ксении («Куликовская битва»); Лукреции Борджа («Лукреция Борджа»), Церлины («Сирена»), Атенаисы де Соланж («Мушкетеры королевы»).
Степанова первая исполнила партию Антониды в опере «Иван Сусанин»); премьера состоялась в петербургском Большом театре 9 декабря 1836 года. Партию Собинина в паре с ней пел Лев Леонов, сын известного музыканта Джона Фильда. Сусанина исполнял Осип Петров, Ваню — Анна Воробьёва. Дирижировал сам Катарино Кавос. В 1842 году она стала первой исполнительницей партии Людмилы в опере «Руслан и Людмила», первая постановка которой прошла тоже в Петербурге, 9 декабря 1842 года. Есть свидетельства, что сам Глинка, готовивший с ней эти партии, критически оценивал исполнительское искусство певицы, однако остаётся фактом, что заменена Степанова не была, несмотря на то, что композитор имел возможность это сделать. Композитор Серов отмечал: «Высота обеих этих партий — в прямой зависимости от голоса Степановой».
Это было время, когда в Санкт-Петербурге в большом почёте была итальянская опера, и Степанова с успехом выступала в главных ролях в итальянских спектаклях («Лючия ди Ламмермур», «Пуритане» и др.) и концертах с Альбани, Виардо, Ниссен, Рубини, Тамберликом, Тамбурини и других.
В 1846 году русская опера, а вместе с ней и все её исполнители, были переведены в Москву, где до 1854 года Степанова была солисткой Большого театра.
В 1855 году Мария Матвеевна оставила сцену, вышла на пенсию и по одним сведениям, жила в провинции, по другим — в Санкт-Петербурге, где и скончалась ещё почти через 50 лет, 21 октября (3 ноября) 1903 года. Похоронена в Санкт-Петербурге на Новодевичьем кладбище.